# John Skelton
John Skelton (alrededor de 1460, Inglaterra – 21 de junio de 1529, Westminster) fue un poeta y dramaturgo inglés. Se ha sostenido que provenía de una familia de Cumberland e igualmente se ha dicho que era nativo de Yorkshire, o de Diss en Norfolk.

## Vida
Es el primer gran poeta de la época Tudor. Preceptor del futuro Enrique VIII de Inglaterra. Poeta laureado de Oxford y Cambridge.

## Obra
Se trata de un poeta de carácter libertino, mordaz y hasta mal hablado en sus sátiras. Utilizaba un verso hexasílabo de rima libre. La crítica enfatiza ese carácter brutal y escandaloso. Así, Ifor Evans habla de su verso “tosco, torpe, roto e irregular, pero compacto por su significado y brutal por lo directo”, mientras que Robert Barnard lo considera “estrepitoso, procaz, escandaloso, de un ingenio mordaz y peleón”. 
Entre sus obras poéticas, destaca Phyllyps Sparrow o The Boke of Phyllyp Sparrowe. Lamento por un gorrioncillo muerto por un gato. Es un poema de gran agilidad y viveza. Igualmente, Collin Coute.
En cuanto al teatro que escribió, Magnificence es un drama moralizante con un argumento civil. 
- Datos: Q638589
- Multimedia: John Skelton (poet) / Q638589